# 久洛凯西
久洛凯西，是匈牙利维斯普雷姆州所辖的一个村，总面积9.67平方公里，总人口722，人口密度74.7人/平方公里（2010年1月1日）。